# Yamabe no Akahito

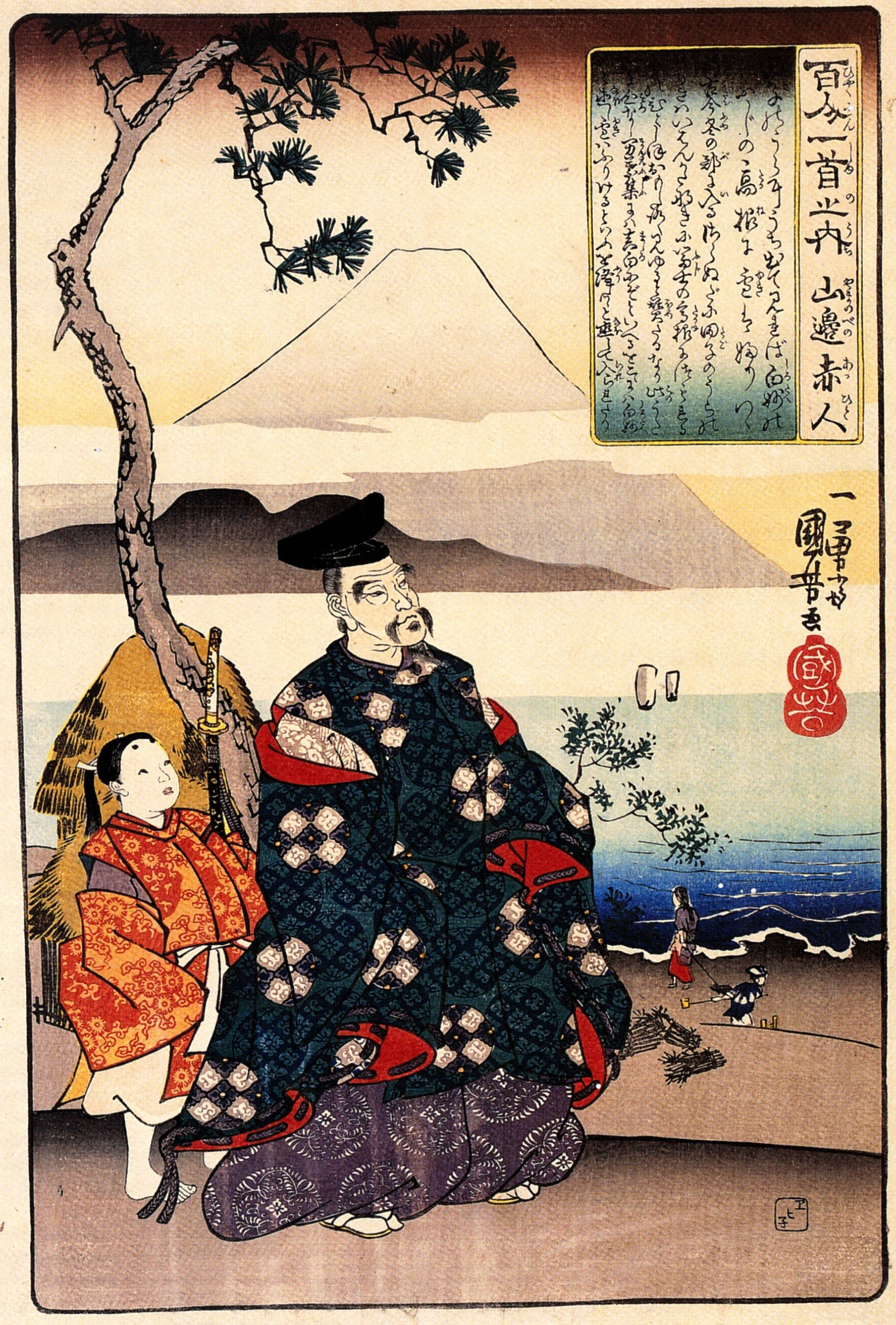
Fiktive Darstellung des Yamabe no Akahito, Farbholzschnitt von Utagawa Kuniyoshi, um 1840

Yamabe no Akahito (jap. 山部 赤人, später: 山邊 赤人; bl. 724–736) war ein Dichter der Yamato-Zeit in Japan.

## Leben und Wirken
Yamabe no Akahito war einer der bedeutendsten Autoren des Manyōshū, eine alte japanische Anthologie. Das Werk enthält 13 Chōka (lange Gedichte) und 37 Tanka (kurze Gedichte) aus seinem Werk. Viele seiner Gedichte wurden während Reisen mit dem Shōmu-tennō zwischen 724 und 736 verfasst. Yamabe wird heute als einer der Kami der Poesie vergöttert, zusammen mit Kakinomoto no Hitomaro als Waka Nisei bezeichnet und ist einer der Sechsunddreißig Unsterblichen der Dichtkunst.
Der US-Komponist Alan Hovhaness verwendete einen Text von Yamabe no Akahito aus dem Manyōshū für seine Kantate Fuji, Op. 182 (1960, rev. 1964).